# Omorgus melancholica
Omorgus melancholica là một loài bọ cánh cứng trong họ Trogidae.